# Герб Фиджи
Официальный герб Фиджи используется с 4 июля 1908 года.
По обе стороны гербового щита расположены изображения фиджийских воинов. Левый воин вооружён копьём, правый — дубиной.
В верхней части — изображение такиа (фиджийского каноэ). В нижней — национальный девиз: «Rerevaka na Kalou ka doka na Tui» (в переводе с фиджийского языка «Бойся Бога и чти королеву»).
Основу гербового щита составляет Георгиевский крест, на котором расположено изображение геральдического льва, который держит своими лапами плод какао.
В левой верхней секции щита — изображение сахарного тростника, в правой нижней части — связка бананов, в правой верхней — кокосовая пальма, в левой нижней — белый голубь.